# К-1Т
К1Т — лінійка трамвайних вагонів зі 100 % рівнем низької підлоги, що створюється компанією Татра-Юг. Вагони мають модульну конструкцію, завдяки чому довжина може бути збільшена шляхом додавання секцій. В залежності від запиту замовника, вагон може бути виконано з унікальними інтер'єрними та технічними рішеннями.
З метою створення дизайну для моделей К-1М6 та К1Т 2016 року був проведений конкурс на кращий дизайн вагону трамваю.

## Конструкція
Трамвай складається зі з'єднаних між собою секцій модульного типу, які можуть бути додані за бажанням замовника
Ходові візки поворотні та неповоротні, обладнані двоступінчастим підвішуванням. Виробник заявляє, що завдяки своїй конструкції візки забезпечують вагону більшу маневреність і можливість експлуатації на небездоганних трамвайних коліях, уникаючи руйнування шляхів і ходової частини вагона.
Салон оснащюється ергономічними кріслами і великими вікнами. Кабіна водія і пасажирський салон обладнані кондиціонерами, портами USB, точкою доступу Wi-Fi. Також трамвай обладнаний для пасажирів-інвалідів або вагітних жінок.
К-1Т розроблено як модульну платформу, на даний момент розроблено декілька компоновок вагона:

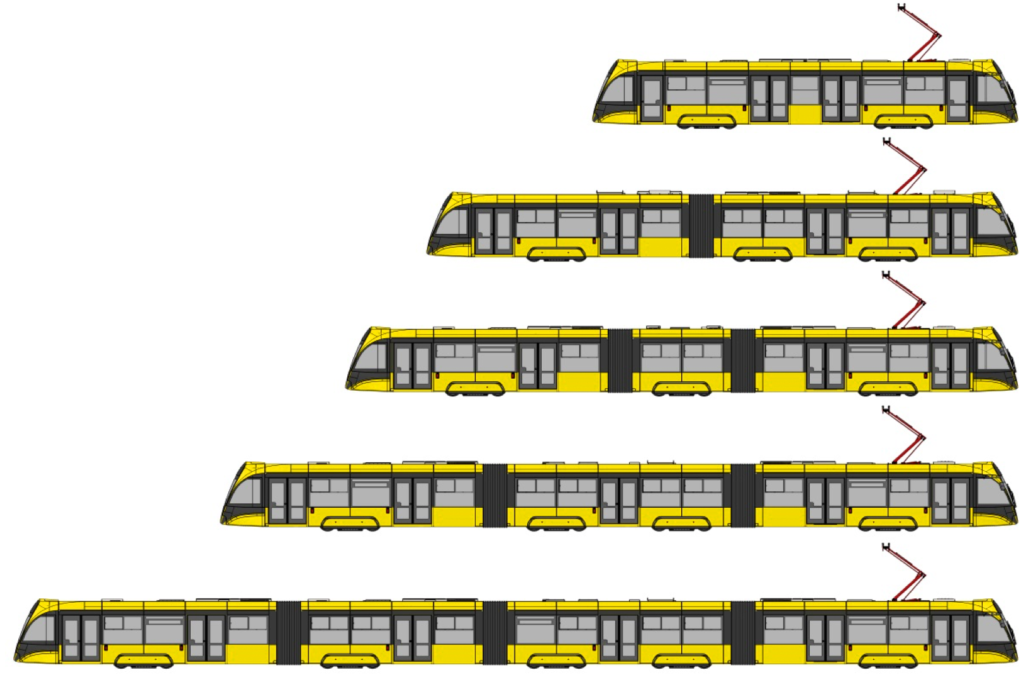
Схема можливих конфігурацій моделі К1-Т

- 17 м – К-1Т104 (одна секція на чотирьох осях)
- 18 м – К-1Т204 (дві секції на чотирьох осях)
- 23 м – К-1Т206 (дві секції на шести осях)
- 26 м – К-1Т306 (три секції на шести осях)
- 31 м – К-1Т308 (три секції на восьми осях)
- 36 м – К-1Т310 (чотири секції на десяти осях)

## Експлуатація

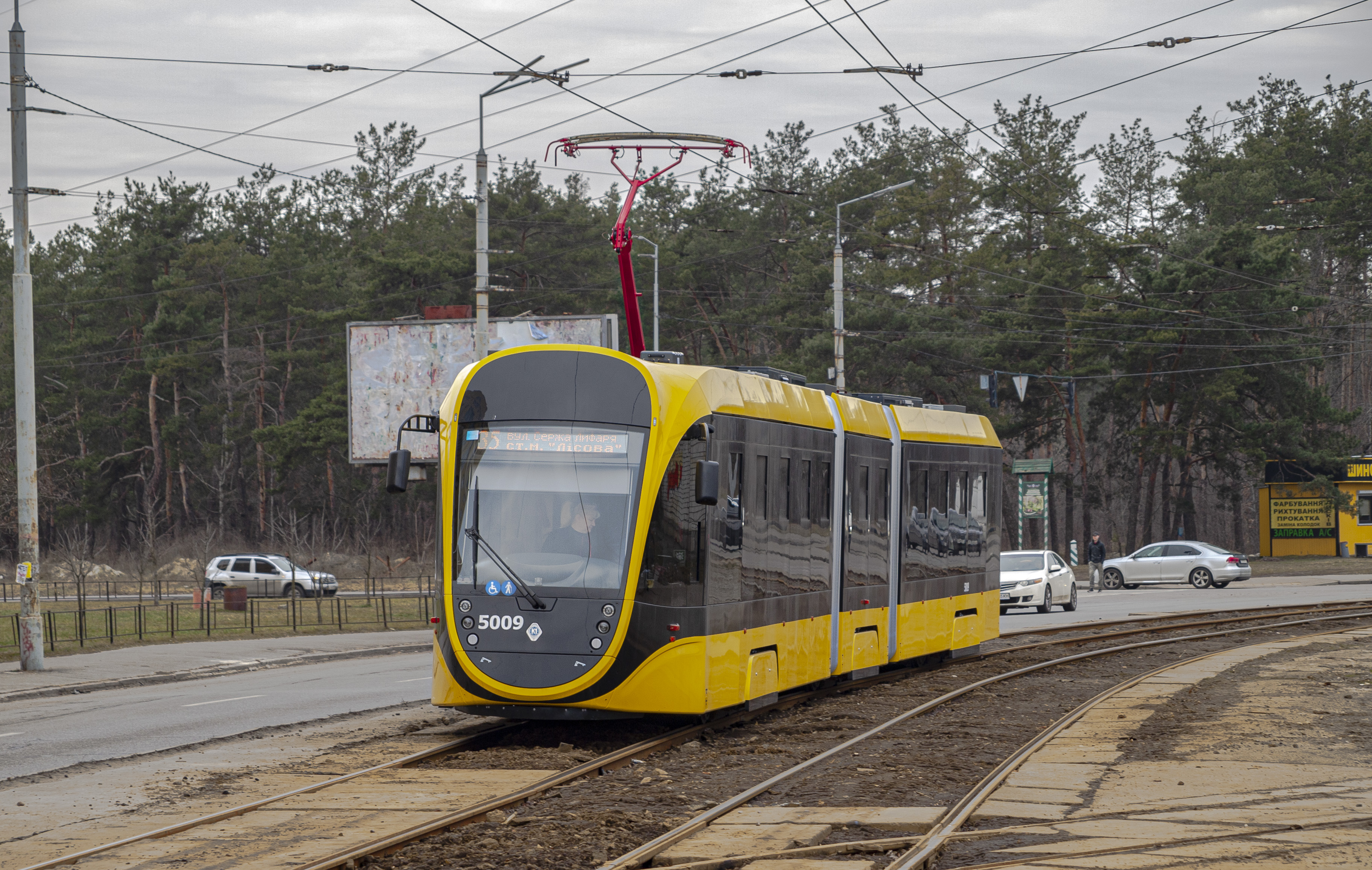
К1Т306 5009

Перший екземпляр лінійки К-1Т — вагон К-1Т306, який складається з трьох секцій, має два моторні повортні та один безмоторний неповортоний візки. Вагон К-1Т306 почали випробовувати в квітні 2021 року з метою сертифікації. 2 вересня 2021 він вийшов на маршрути Києва. 26 грудня 2021 року до Дарницького депо прибуло ще 2 нових вагони К-1Т306.
20 грудня 2023 року з'явились фото нового вагону в корпоративних кольорах одеського комунального перевізника. Це перший вагон з запланованих 13, які місто отримає в рамках контратку з Європейським інвестиційним банком.
| Країна  | Місто  | Підприємство                  | Модель  | Кількість            | Бортові номери |
| ------- | ------ | ----------------------------- | ------- | -------------------- | -------------- |
| Україна | Дніпро | Дніпровський електротранспорт | К-1Т306 | (очікується 5)       |                |
| Україна | Київ   | КП «Київпастранс»             | К-1Т306 | 20 (очікується ще 5) | 5001 - 5020    |
| Україна | Одеса  | КП «Одесміськелектротранс»    | К-1Т306 | 13                   | 7013 - 7025    |